# نمایشگاه علم

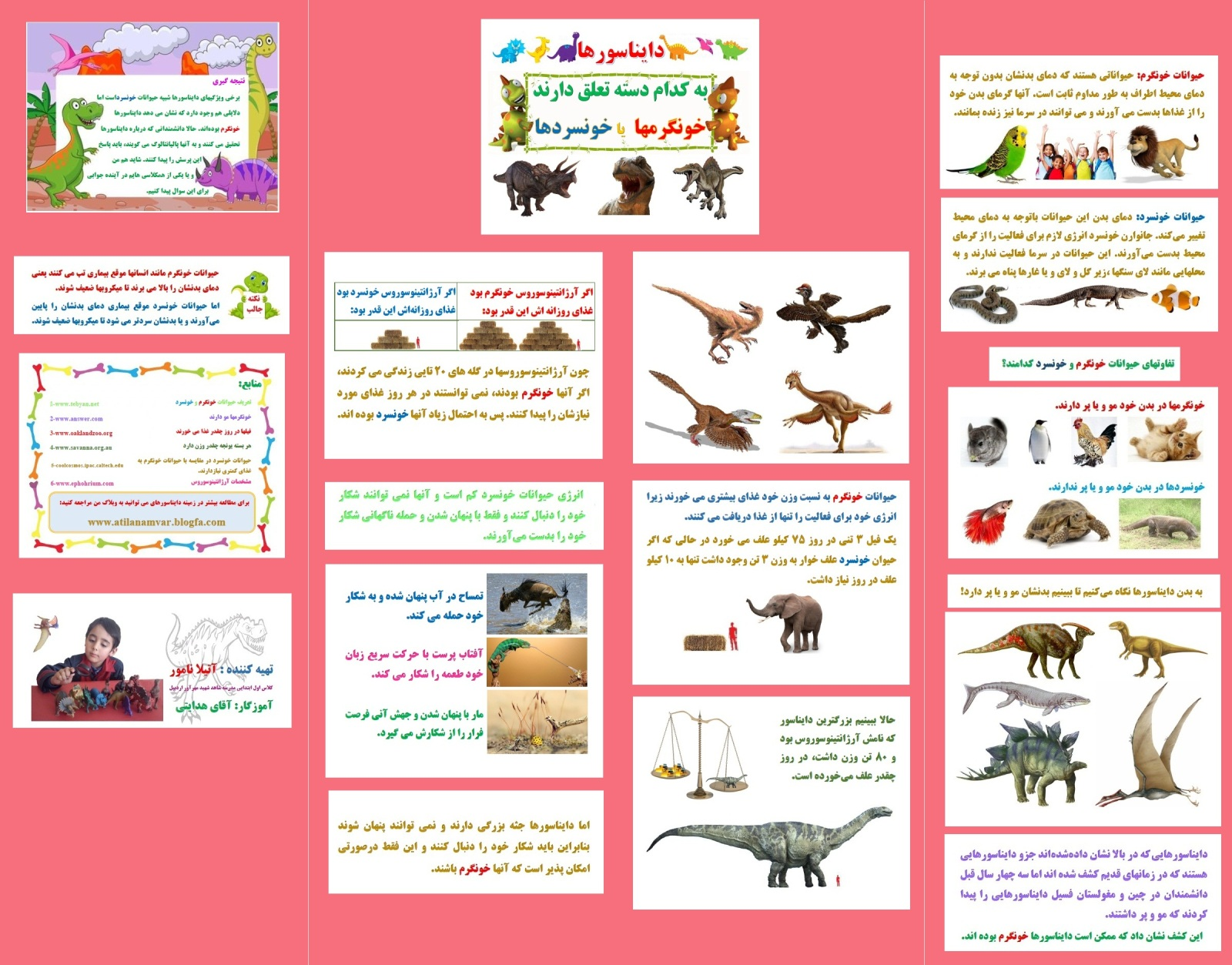
نمونه‌ای از فعالیت دانش آموزان در جشنواره جابربن حیان

 نمایشگاه علم نمایشگاهی است که در آن پروژه‌های علمی به رقابت می‌پردازند. این پروژه‌ها اغلب به صورت تابلو ارائه می‌شوند. ایده برگزاری چنین نمایشگاهی در سال ۱۹۴۲ مطرح شده‌است. در ایران نیز با تقلید از این نمایشگاه، جشنواره جابر بن حیان میان دانش آموزان برگزار می‌شود.